# Energetyka rozproszona
Energetyka rozproszona – wytwarzanie energii elektrycznej, ciepła lub chłodu, paliw stałych, ciekłych i gazowych przez małe jednostki lub obiekty produkcyjne dla użytku lokalnego.
Zwykle produkują energię ze źródeł energii odnawialnych lub niekonwencjonalnych, często w skojarzeniu z wytwarzaniem ciepła (kogeneracja rozproszona). Do sieci generacji rozproszonej należeć mogą np. prosumenci, kooperatywy energetyczne czy elektrownie komunalne.

## Definicja
Generowanie energii w systemie rozproszonym jest obecnie ważną i dynamicznie rozwijającą się gałęzią elektroenergetyki.
W literaturze występuje wiele definicji tego zjawiska a klasyfikacja wytwarzania rozproszonego opiera się głównie o zakresy wytwarzanej mocy. W samej energetyce dopuszcza się pewne uproszczenie nazwy i mówi się o generacji rozproszonej, bowiem w tym kontekście skrótowa nazwa jest zrozumiała. Polski termin generacja rozproszona, odpowiada kilku angielskim słowom kluczowym – distributed, dispersed, decentralized, embedded generation (DG, EG). Rozproszona generacja energii elektrycznej polega na produkowaniu jej tam, gdzie sieć elektroenergetyczna nie była pierwotnie przewidywana do przyłączania elementów wytwórczych. Literatura podaje następujące właściwości generacji rozproszonej:
- moc znamionowa jednostek znacząco mniejsza od jednostek wytwórczych energetyki zawodowej,
- w znacznej części jest własnością prywatną, przy czym znaczna grupa osób fizycznych lub prawnych będących właścicielami obiektów generacji rozproszonej nie zajmowała się dotychczas komercyjną działalnością w energetyce,
- jednostki generacji rozproszonej nie podlegają centralnemu dysponowaniu,
- jednostki generacji rozproszonej są przyłączone do sieci rozdzielczych średniego i niskiego napięcia,
- jednostki te nie biorą aktywnego udziału w procesach regulacji częstotliwości i napięcia.

Technologia wytwarzania energii elektrycznej w źródłach rozproszonych bardzo często związana jest z energetyką odnawialną, choć rzecz jasna nie każdy obiekt energetyki odnawialnej jest kwalifikowany jako obiekt energetyki rozproszonej. Farmy wiatrowej o mocy 200 MW nie da się „rozproszyć” nawet w sieci 110 kV, a kompaktowa elektrociepłownia na gaz ziemny o mocy 500 kW, nie jest zaliczana do OZE, choć kwalifikowana jest do energetyki rozproszonej. Ta sama elektrociepłownia zasilana biogazem jest klasyfikowana zarówno jako OZE, jak i źródło rozproszone.
Nie można też bezkrytycznie przyjmować samej mocy źródła za jedyne kryterium zakwalifikowania do generacji rozproszonej. Zdarza się, podobnie jak w przypadku wielu farm wiatrowych, że źródło małej mocy współpracuje z siecią wyższego rzędu za pośrednictwem wydzielonej linii i tu również trudno mówić o efekcie rozproszenia.
Szerokie możliwości rozproszenia generacji daje wykorzystanie gazu (różnego pochodzenia), szczególnie w przypadku skojarzonego wytwarzania energii elektrycznej i ciepła.

## Podział
Jednym z podstawowych (aczkolwiek dyskusyjnym) podziałów źródeł energetyki rozproszonej spotykanym w literaturze jest podział ze względu na wartość mocy generowanej. Jeden z nich to:
- mała generacja rozproszona (jednostki o mocach od 1 kW do 5 MW)
- średnia generacja rozproszona (jednostki od 5 MW do 50 MW)
- duża generacja rozproszona (jednostki o mocach od 50 MW do 150 MW).

Inny podział to:
- mała generacja rozproszona (jednostki o mocach do 25 kW)
- średnia generacja rozproszona (jednostki od 35 kW do 1 MW)
- duża generacja rozproszona (jednostki o mocach powyżej 1 MW).

Innym kryterium kwalifikującym do wytwarzania rozproszonego, zamiast bezwzględnej wartości mocy generowanej, jest usytuowanie obiektu wytwarzającego w stosunku do sieci i pozostałych odbiorców.